# Élections législatives partielles de 1986 en Haute-Corse
Les élections législatives partielles de 1986 en Haute-Corse se déroulent le 24 août 1986 à la suite de l'annulation du scrutin du 16 mars 1986 par le Conseil constitutionnel.

## Élus
| Député élu       |  | Parti |
| ---------------- |  | ----- |
| Pierre Pasquini  |  | RPR   |
| Émile Zuccarelli |  | MRG   |

## Positionnement des partis
Pour cette élection législative partielle, sept listes sont en présence, soit le même nombre qu'en mars.
Le Mouvement des radicaux de gauche d'Émile Zuccarelli et le Parti socialiste de Jean Motroni d'un côté, le Rassemblement pour la République de Pierre Pasquini et l'Union pour la démocratie française de Jean Baggioni de l'autre, se présentent à nouveau séparément.
À cela s'ajoute une liste du Parti communiste français et une du Front national.
Seul changement notable lors de ce scrutin, la tête de liste nationaliste (MCA-UPC) est confiée à Antoine Acquaviva, ancien grand reporter au quotidien L'Humanité, en lieu et place de Joseph Sisti.

## Résultats

### Résultats à l'échelle du département
| Liste Parti politique | Liste Parti politique              | Tête de liste           | Tour unique | Tour unique | Différence | Sièges |
| Liste Parti politique | Liste Parti politique              | Tête de liste           | Voix        | %           | Différence | Sièges |
| --------------------- | ---------------------------------- | ----------------------- | ----------- | ----------- | ---------- | ------ |
|                       | Rassemblement pour la République   | Pierre Pasquini         | 19 477      | 31,94       | 3,8        | 1      |
|                       | Mouvement des radicaux de gauche   | Émile Zuccarelli        | 16 916      | 27,74       | 3,7        | 1      |
|                       | Union pour la démocratie française | Jean Baggioni           | 8 280       | 13,57       | 4,2        | 0      |
|                       | Parti communiste français          | Alphonse Tamburini      | 4 728       | 7,75        | 0,4        | 0      |
|                       | Parti socialiste                   | Jean Motroni            | 4 537       | 7,44        | 2,3        | 0      |
|                       | Nationaliste (MCA-UPC)             | Antoine Acquaviva       | 4 498       | 7,37        | 0,9        | 0      |
|                       | Front national                     | Jean-Baptiste Calendini | 2 541       | 4,16        | 1,4        | 0      |
|                       |                                    |                         |             |             |            |        |
| Inscrits              | Inscrits                           | Inscrits                | 113 753     | 100,00      |            | 2      |
| Abstentions           | Abstentions                        | Abstentions             | 51 641      | 45,40       |            |        |
| Votants               | Votants                            | Votants                 | 62 112      | 54,60       |            |        |
| Blancs et nuls        | Blancs et nuls                     | Blancs et nuls          | 1 135       | 1,83        |            |        |
| Exprimés              | Exprimés                           | Exprimés                | 60 977      | 98,17       |            |        |